# Clarie-Küste
Koordinaten: 67° S, 133° O

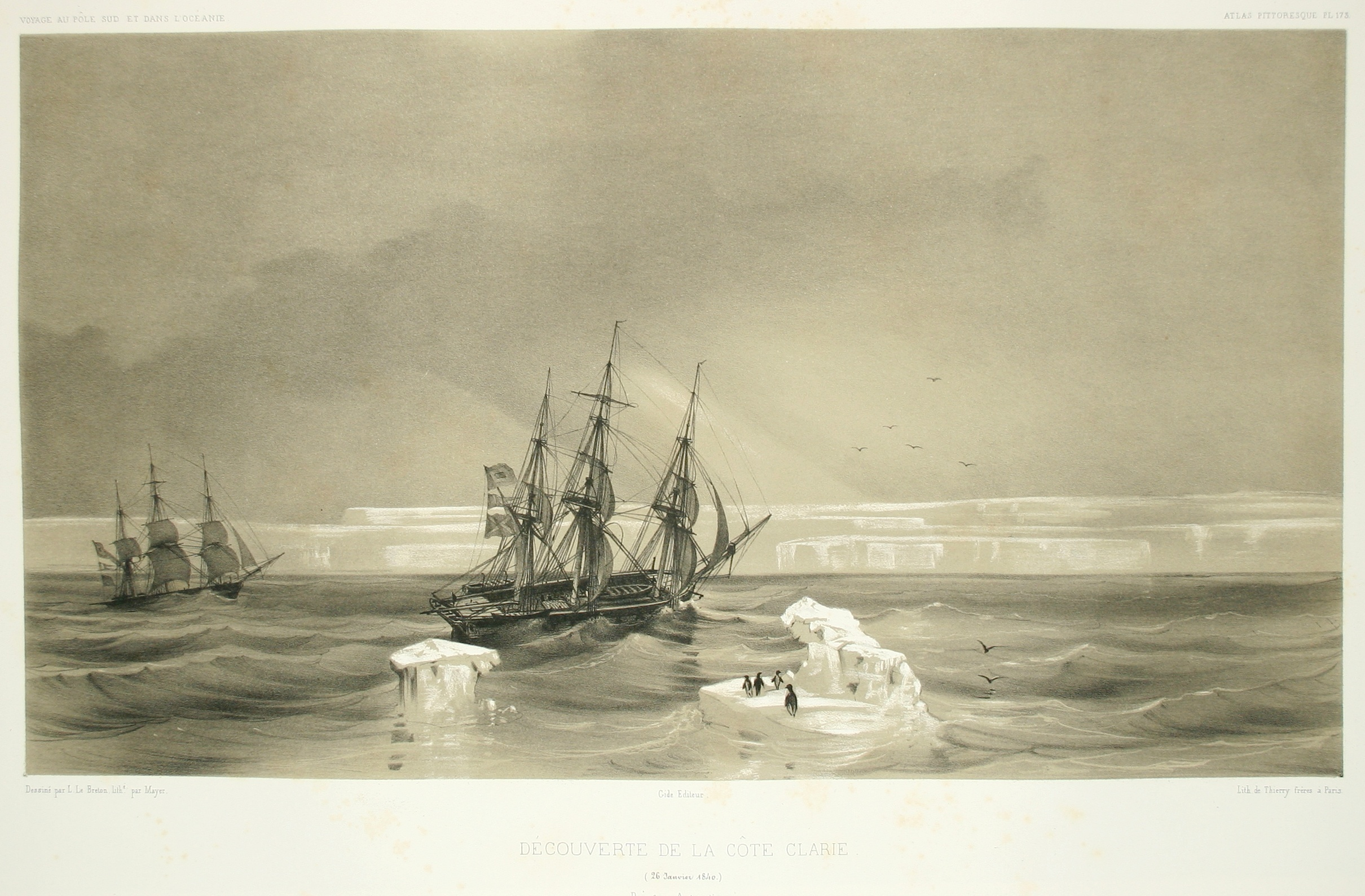
Die Clarie-Küste in einer Darstellung von 1846

Die Clarie-Küste ist ein Küstenabschnitt im ostantarktischen Wilkesland. Sie erstreckt sich von Kap Morse bei 130° 10’ O bis zum Pourquoi Pas Point bei 136° 11’ O.
Entdeckt wurde die Küste im Januar 1840 bei der Dritten Französischen Antarktisexpedition (1837–1840) unter der Leitung von Jules Dumont d’Urville. D’Urville benannte die Küste nach Clarie Jacquinot, Ehefrau von Charles Hector Jacquinot (1796–1879), Kommandant des Schiffs La Zélée bei dieser Forschungsreise.